# Сибли, Хайрам
Хайрам Сибли (6 февраля 1807 — 12 июля 1888) — американский промышленник, предприниматель, филантроп.
Сибли родился в Норт-Адамсе, Массачусетс. Позже переехал в Рочестер, Нью-Йорк. Он заинтересовался работами Сэмюэла Морзе, связанными с телеграфом.

## Биография
В 1840 году Сибли вместе с Морзе и Эрзой Корнеллом основали компанию, предоставлявшую телеграфные услуги от Вашингтона до Балтимора. Позже Сибли стал первым президентом компании Western Union Telegraph Company. В 1861 году Джепта Уэйд, который основал Western Union, объединил усилия с Бенджамином Франклином Фиклином и Хайрамом Сибли для создания Pacific Telegraph Company, тем самым создав едную телеграфную магистраль между восточным и западным побережьями Соединённых Штатов Америки. Вместе с Пэрри Коллинсом он возлагал надежды на постройку телеграфной линии от Аляски до России через Берингов пролив по проекту «Русско-американский телеграф». Но этим надеждам не суждено было сбыться в связи с созданием трансатлантической телеграфной линии в Европу.
Сибли финансировал Sibley College of Mechanical Engineering and Mechanic Arts, а также покрывал расходы на содержание здания, в котором располагался данный институт — Sibley Hall в Корнеллском университете, располагающийся в Итаке, Нью-Йорк. Сейчас Sibley Hall является частью College of Art, Architecture, and Planning. В дополнение к этому, Хайрам Сибли спонсировал библиотеку Университета Рочестера.
Сибли умер в 1888 году и был погребён на кладбище Маунт Хоуп в Рочестер.